# Заречное (Середино-Будский район)
Заре́чное (укр. Зарічне; до 2016 г. Свердло́во) — посёлок, Середина-Будский городской совет, Середино-Будский район, Сумская область, Украина.
Код КОАТУУ — 5924410105. Население по переписи 2001 года составляло 273 человека .

## Географическое положение
Посёлок Заречное находится примыкает к городу Середина-Буда.
Через посёлок проходит автомобильная дорога Т-1908.

## История
Начало основанию посёлка положили двадцать три середино-будские семьи, объединившиеся в 1929 году в национальный еврейский колхоз им. Свердлова.
Вновь образованному колхозу было выделено около 412 гектаров земли на западной окраине Середина-Буды, на которой колхозники построили коровник, свинарник, конюшню, мельницу с механическим двигателем, молотилку и крупорушку. Со временем вблизи них выросло небольшое поселение, которое было названо в честь государственного и политического деятеля Якова Михайловича Свердлова.
После войны посёлок Свердлово разросся и в настоящее время включает в себя пять улиц: Зелёную, Заречную, Юбилейную, Новую и Мира. По состоянию на 12 января 1989 года в нём проживало 293 жителя, 5 декабря 2001 года – 264 жителя, а 1 января 2008 года – 244 жителя.
В 2016 году посёлок переименован в Заречное.

## Экономика
- Молочно-товарная и птице-товарная фермы.
- ООО «им. Свердлова».